# Pleiocarpidia
Pleiocarpidia là một chi thực vật có hoa trong họ Thiến thảo (Rubiaceae).

## Loài
Chi Pleiocarpidia gồm các loài: